# Джон Елліс Мак-Таггарт
Джон Елліс МакТаггарт (також Мак-Таггарт; англ. John Ellis McTaggart; 3 вересня 1866, Лондон, Велика Британія — 18 січня 1925, там же) — видатний британський філософ, представник британського ідеалізму ― впливової філософської течії у Британії у сер. 19 ― пер. пол. 20 ст. (Т. Грін, Ф. Бредлі, Б. Бозанкет, Ч. Броад, Г. Джоекім, Дж. Мюрхед, Р. Коллінгвуд та ін.). Найбільш відомий своїм філософським дослідженням «Нереальність часу» (англ. «The Unreality of Time», 1908) або «парадоксом МакТаггарта», який досі залишається предметом палких філософських дискусій.

## Біографія
Народився 3 вересня 1866 р. у Лондоні. Спочатку навчався у початковій школі м. Вейбридж, однак невдовзі за свої атеїстичні висловлювання був переведений до школи в м. Катергем, а потім до Кліфтонської школи (Бристоль). У 1885 р. вступив до Трініті-коледжу (Кембридж), де розпочав вивчення філософії. У 1886 р. вступив у таємне філософське товариство «Апостоли Кембриджа» (англ. Cambridge Apostles), учасниками якого були також А. Вайтхед, Б. Рассел та Дж. Мур. Закінчив Трініті-коледж з відзнакою у 1888 р., захистивши дисертацію, присвячену дослідженню діалектики Гегеля, а в 1891 став почесним стипендіатом коледжу, а згодом ― викладачем філософії та етики. На цій посаді залишався до 1923 р. У 1902 р. удостоєний почесного наукового ступеня доктора філософії (англ. Doctor of Letters). Почесний доктор Університету Сент-Ендрюса та член Британської академії. Пом. 18 січня 1925 року.
Джон Елліс МакТаггарт відомий передусім своїми студіями з філософії Гегеля: «Подальше визначення Абсолюту» (англ. «The Further Determination of the Absolute», 1890), «Студії з гегелівської діалектики» (англ. «Studies in the Hegelian Dialectic», 1896), «Студії з гегелівської космології» (англ. «Studies in Hegelian Cosmology», 1901), «Коментар до логіки Гегеля» (англ. «A Commentary on Hegel's Logic», 1910), в яких він обстоює тези про нереальність часу, непридатність модальних понять для означення реальності, справжнє значення діалектики та ін. Широкий резонанс мала найбільша (двотомна) праця МакТаггарта «Природа існування» (англ. «The Nature of Existence», 1921—1925), у якій він розвинув і обґрунтував свою власну філософську систему. Онтологія МакТаггарта є одним з найяскравіших зразків ідеалістичної метафізики. Більшість термінів, запроваджених і обґрунтованих МакТаггартом, ввійшла в термінологію аналітичної філософії (зокрема, аналітичної метафізики) та філософії посибілізму (зокрема, семантики можливих світів).
На думку МакТаггарта, хоча реальність, буття та існування є невизначуваними термінами, однак можна сказати, що існуюче є видом (англ. species) реального; відтак, не все реальне є існуючим. Відкидаючи скептицизм, він виходить з того, що існує принаймні щось; а якщо щось існує, то це «щось» має бути інакшим, ніж його існування. Існувати, за МакТаггартом, значить мати принаймні одну властивість — існувати. Все, що існує, завжди має більше цієї однієї властивості. Ці властивості, у свою чергу, є існуючими і мають свої власні властивості, які мають свої власні властивості і т. д. Однак на чолі цієї послідовності є щось існуюче, що саме по собі не є властивістю, і що можна назвати субстанцією. «Те, що існує і має властивості і відношення, але що саме по собі не є властивістю чи відношенням, є субстанцією». Ця субстанція є безконечно подільною, і, оскільки кожна її частина є також субстанцією, то кількість субстанцій є безконечною. Кожна така субстанція є духовною (англ. spiritual) субстанцією.
Універсум МакТаггарта постає як безчасова абсолютна реальність, яку складають незчисленні духовні субстанції, і яка сама є духовною субстанцією, а також її оманливі матеріальні та чуттєві прояви — видимості (англ. appearances) та сенси (лат. sensa), що їх ми неправильно сприймаємо як реальні предмети, події та ін.
МакТаггарт назвав свою онтологію ідеалізмом, однак це більшою мірою було продиктовано філософською традицією, ніж змістом його теорії. Сам він визнавав, що радше схарактеризував би свою теорію як «спіритуалізм» або «психізм», якби ці терміни не були пов'язані, відповідно, з надто широким колом різних по суті поглядів та психологією. «Наш висновок про те, що ніщо з того, що є духовним, не є також матеріальним або чуттєвим, залишає можливість того, що те, що є реально духовним, може проявлятися як матеріальне або чуттєве. І справді, саме так це і має бути».

## Переклади праць МакТаггарта українською мовою
МакТаггарт, Джон Елліс. Нереальність Часу. — Пер. з англ.: Ю. М. Олійник, ред.: О. В. Кулик. — У публ.: Юрій Олійник. Джон Елліс МакТаггарт і його «Нереальність Часу». — Е-ресурс: www.tureligious.com.ua; www.ukrcenter.com
МакТаггарт, Джон Елліс. Природа Існування (у 2-х томах) / Дж. Е. МакТагарт. - К.: Темпора, 2022. С. 536 + 912.